# Hokejová jednička
Hokejová jednička bylo ocenění pro nejlepšího hokejistu české hokejové extraligy podle hlasování fanoušků. Toto ocenění udělovala BPA sport marketing a trofej byla udělována od sezóny 1997/98 do sezóny 2004/05.

## Držitelé
| Sezóna    | Hráč             | Tým                                    |
| --------- | ---------------- | -------------------------------------- |
| 1997/1998 | Jiří Dopita      | HC Petra Vsetín                        |
| 1998/1999 | Martin Procházka | HC Slovnaft Vsetín                     |
| 1999/2000 | Jiří Dopita      | HC Slovnaft Vsetín                     |
| 2000/2001 | Jiří Dopita      | HC Slovnaft Vsetín                     |
| 2001/2002 | Petr Čajánek     | HC Continental Zlín                    |
| 2002/2003 | Roman Málek      | HC Slavia Praha                        |
| 2003/2004 | Roman Málek      | HC Slavia Praha HC Lasselsberger Plzeň |
| 2004/2005 | Michal Mikeska   | HC Moeller Pardubice                   |